# العلاقات المالديفية الغانية
العلاقات المالديفية الغانية هي العلاقات الثنائية التي تجمع بين المالديف وغانا.

## مقارنة بين البلدين
هذه مقارنة عامة ومرجعية للدولتين:
| وجه المقارنة                                              | المالديف       | غانا         |
| --------------------------------------------------------- | -------------- | ------------ |
| المساحة (كم2)                                             | 298            | 238.53 ألف   |
| عدد السكان (نسمة)                                         | 436.33 ألف     | 26.91 مليون  |
| الكثافة السكانية (ن./كم²)                                 | 146.42 ألف     | 112.82       |
| العاصمة                                                   | ماليه          | أكرا         |
| اللغة الرسمية                                             | اللغة الديفهي  | لغة إنجليزية |
| العملة                                                    | روفيه مالديفية | سيدي غاني    |
| الناتج المحلي الإجمالي (بليون دولار)                      | 4.60 مليار     | 47.33 مليار  |
| الناتج المحلي الإجمالي (تعادل القوة الشرائية) بليون دولار | 5.23 مليار     | 115.41 مليار |
| الناتج المحلي الإجمالي الاسمي للفرد دولار أمريكي          | 8.39 ألف       | 1.37 ألف     |
| الناتج المحلي الإجمالي للفرد دولار أمريكي                 | 12.53 ألف      | 4.08 ألف     |
| مؤشر التنمية البشرية                                      | 0.706          | 0.579        |
| رمز المكالمات الدولي                                      | +960           | +233         |
| رمز الإنترنت                                              | .mv            | .gh          |
| المنطقة الزمنية                                           | ت ع م+05:00    | 00           |

## منظمات دولية مشتركة
يشترك البلدان في عضوية مجموعة من المنظمات الدولية، منها:
| علم المنظمة | اسم المنظمة                        | تاريخ انضمام المالديف | تاريخ انضمام غانا |
| ----------- | ---------------------------------- | --------------------- | ----------------- |
|             | مؤسسة التنمية الدولية              | 13 يناير 1978         | 29 ديسمبر 1960    |
|             | يونسكو                             | 18 يوليو 1980         | 11 أبريل 1958     |
|             | وكالة ضمان الاستثمار متعدد الأطراف | 19 مايو 2005          | 29 أبريل 1988     |
|             | الأمم المتحدة                      | 21 سبتمبر 1965        | 8 مارس 1957       |
|             | دول الكومنولث                      | ?                     | ?                 |
|             | الاتحاد البريدي العالمي            | ?                     | ?                 |
|             | البنك الدولي للإنشاء والتعمير      | 13 يناير 1978         | 20 سبتمبر 1957    |
|             | الاتحاد الدولي للاتصالات           | 28 فبراير 1967        | 17 مايو 1957      |
|             | منظمة حظر الأسلحة الكيميائية       | ?                     | ?                 |
|             | مؤسسة التمويل الدولية              | 2 فبراير 1983         | 3 أبريل 1958      |
|             | منظمة التجارة العالمية             | ?                     | ?                 |
|             | منظمة الشرطة الجنائية الدولية      | ?                     | ?                 |

## وصلات خارجية
- موقع وزارة الخارجية المالديفية
- موقع وزارة الخارجية الغانية